# Jorge Goetten
Jorge Goetten de Lima (Mirim Doce, 10 de abril de 1962) é um político brasileiro, filiado ao Republicanos (REP).
Assumiu, como Suplente, o mandato de Deputado Federal, na Legislatura 2019-2023, a partir de 6 de Outubro de 2020 até 30 de Janeiro de 2021, com a volta do titular Rogério Peninha Mendonça. Nas eleições de 2022, foi eleito deputado federal por Santa Catarina com 159.339 votos (2,72% dos votos válidos). 
Seu pai foi Vereador em Mirim Doce e seu irmão mais velho Nelson Goetten de Lima foi Vereador e Prefeito de Taió, duas vezes Deputado Estadual e Deputado Federal por Santa Catarina. Seu avô, Ramiro Goetten foi um dos pioneiros da colonização no Alto Vale do Itajaí, tendo descido a Serra Geral de Curitibanos em direção à Pinhalzinho (Mirim Doce) em 1906, escapando da Guerra do Contestado que estava começando.